# Seehuben
Seehuben, bis 1938 Jogschen, litauisch Jokšai, war eine Gemeinde im Landkreis Schloßberg in Ostpreußen. Sie bestand seit 1939 auch aus dem Ortsteil Ambruch, bis 1938 Skroblienen, litauisch Skroblynai. Heute ist es ein verlassener Ort im Rajon Krasnosnamensk der russischen Oblast Kaliningrad.
Die Ortsstelle befindet sich am Ozero Borodinskoje (Willuhner See) sieben bzw. acht Kilometer südlich von Pobedino an der Regionalstraße 27A-026 (ex R 511).

## Geschichte

### Jogschen

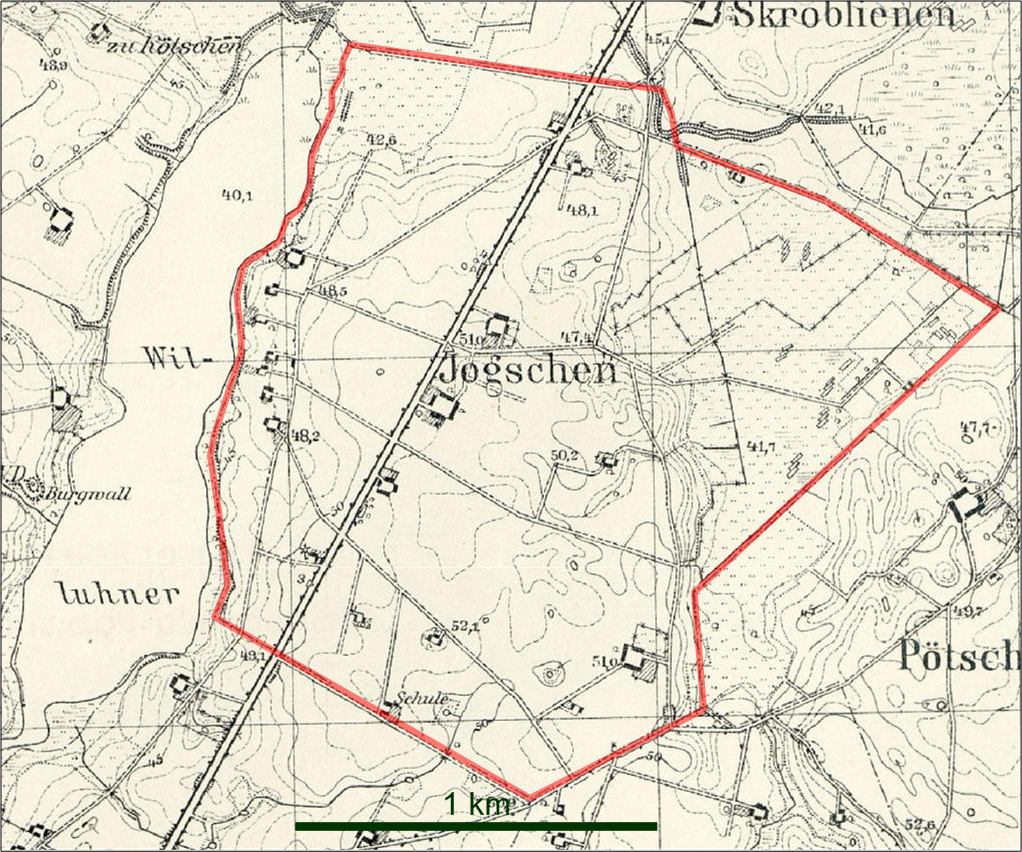
Die Gemeinde Jogschen auf einem Messtischblatt von 1936

Jogschen war um 1780 ein königliches Bauerndorf. 1874 wurde die Landgemeinde Jogschen in den neu gebildeten Amtsbezirk Lindicken im Kreis Pillkallen eingegliedert. 1938 wurde Jogschen in Seehuben (s. u.) umbenannt.

#### Einwohnerentwicklung
| Jahr | Einwohner | Bemerkungen                 |
| ---- | --------- | --------------------------- |
| 1867 | 139       |                             |
| 1871 | 131       |                             |
| 1885 | 160       |                             |
| 1905 | 130       | davon 23 litauischsprachige |
| 1910 | 133       |                             |
| 1933 | 121       |                             |

### Skroblienen (Ambruch)

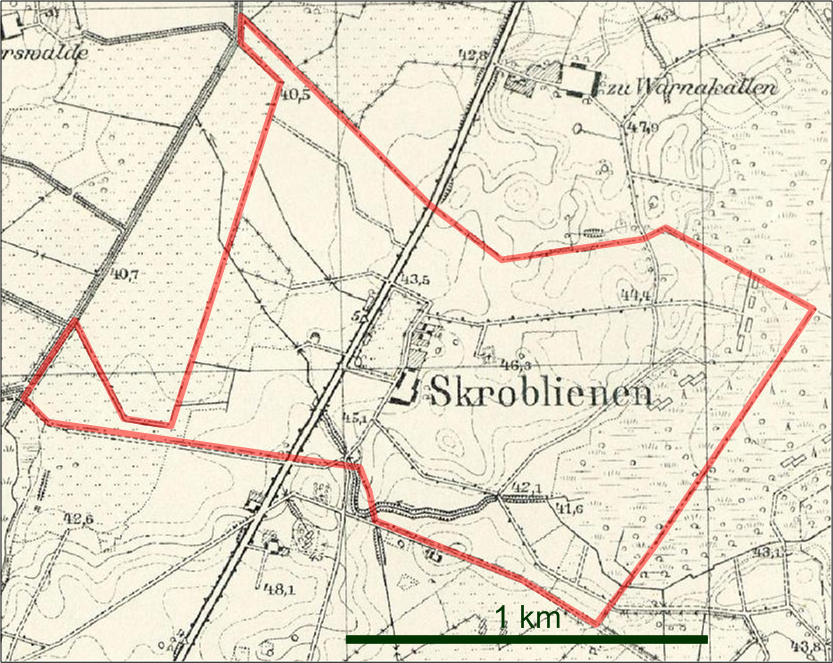
Die Gemeinde Skroblienen auf einem Messtischblatt von 1936

Auch das einen Kilometer nördlich von Jodschen am Rande des Hochmoores Große Plinis, auch Königsbruch genannt (heute russisch Bolschije Kusty „Große Sträucher“), gelegene Skroblienen war um 1780 ein königliches Bauerndorf. 1874 wurde die Landgemeinde Skroblienen in den neu gebildeten Amtsbezirk Girrehlischken im Kreis Pillkallen eingegliedert. 1938 wurde Skroblienen in Ambruch umbenannt. Die Gemeinde Ambruch wurde 1939 an die Gemeinde Seehuben (s. u.) angeschlossen.

#### Einwohnerentwicklung
| Jahr | Einwohner |
| ---- | --------- |
| 1867 | 57        |
| 1871 | 62        |
| 1885 | 55        |
| 1905 | 56        |
| 1910 | 31        |
| 1933 | 41        |

### Seehuben

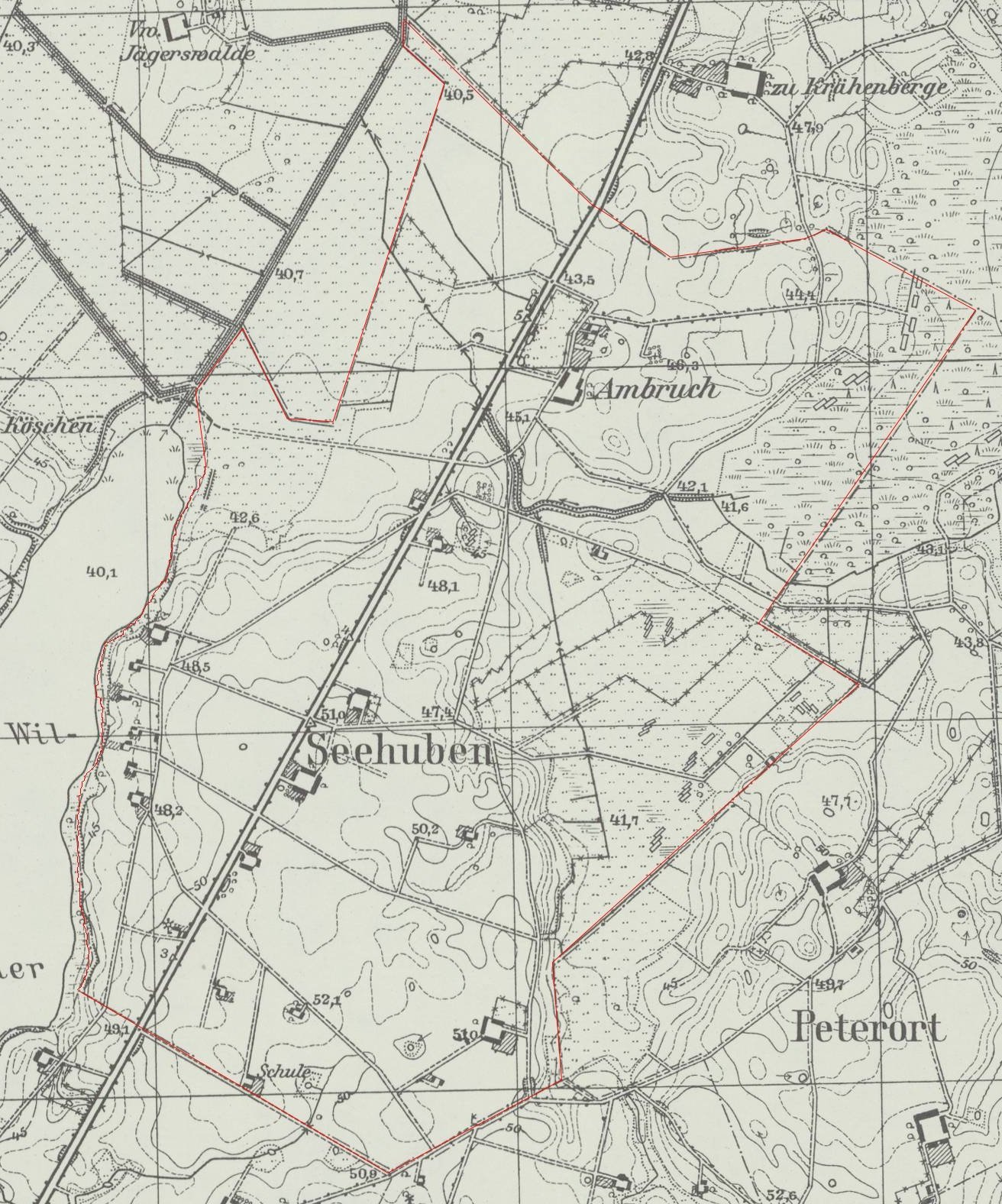
Die Gemeinde Seehuben auf einem Messtischblatt von 1939

Die Gemeinde Seehuben, bis 1938 Jogschen, wurde am 1. April 1939 um die Gemeinde Ambruch (ex Skroblienen) erweitert. Die erweiterte Gemeinde gehörte zum Amtsbezirk Lindicken. 1945 kam der Ort in Folge des Zweiten Weltkrieges mit dem nördlichen Ostpreußen zur Sowjetunion. Einen russischen Namen erhielt er nicht mehr.

#### Einwohnerentwicklung
| Jahr | Einwohner |
| ---- | --------- |
| 1939 | 145       |

## Kirche
Jogschen/Seehuben und Skroblienen/Ambruch gehörten zum evangelischen Kirchspiel Willuhnen.